# Absturz einer Cessna Citation in die Ostsee
Beim Absturz einer Cessna Citation in die Ostsee am 4. September 2022 kamen alle vier Insassen ums Leben.

## Flugverlauf

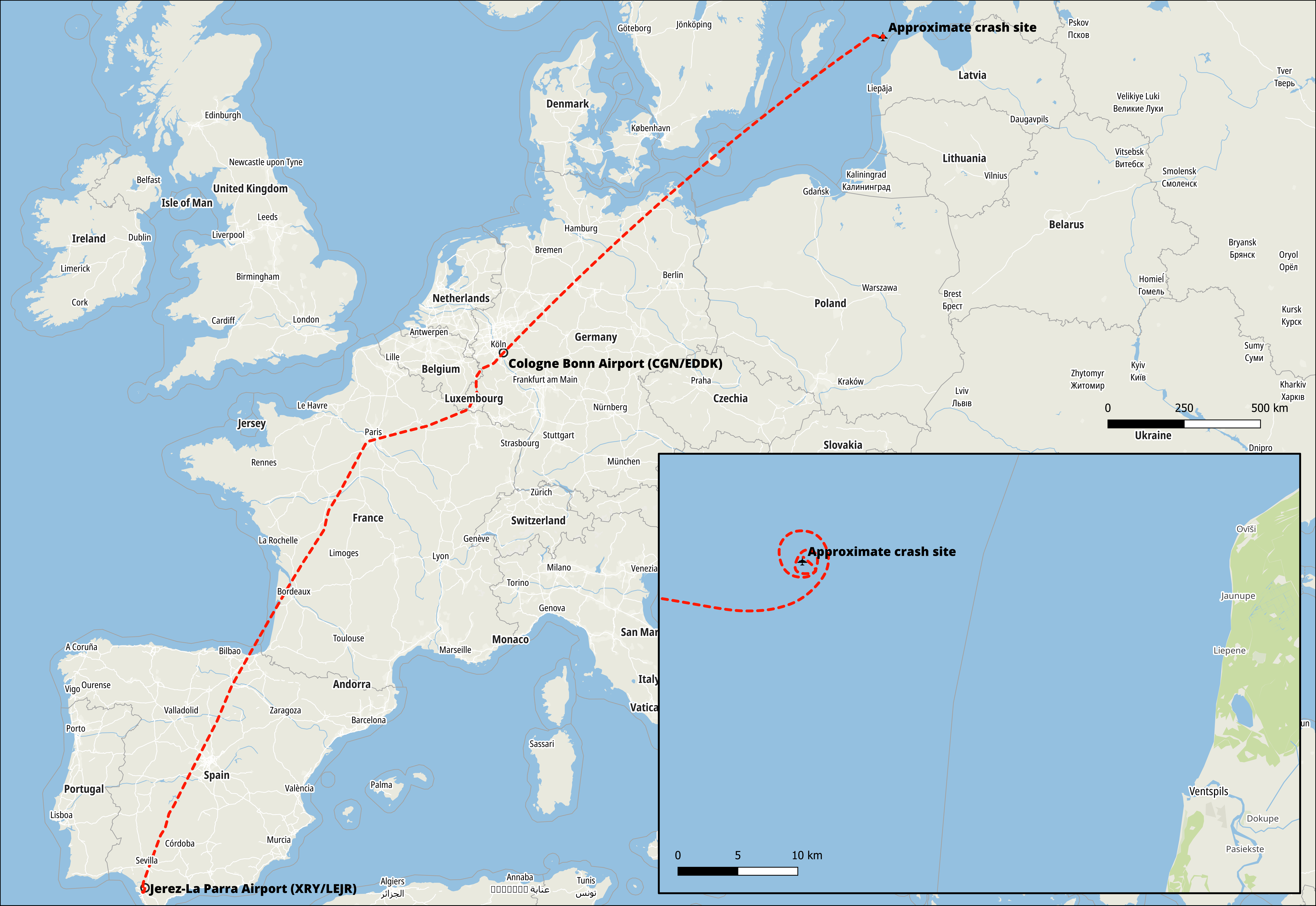
Karte der Flugstrecke

Das für den Betrieb mit einem Piloten zugelassene Geschäftsreiseflugzeug startete am 4. September 2022 um 12:57 UTC in Jerez Richtung Köln. Um 13:30 UTC meldete der Pilot kurz vor dem Abbruch des Kontakts der Flugsicherung ein Problem mit dem Kabinendruck. Die Cessna 551 Citation II befand sich zu diesem Zeitpunkt in einer Flughöhe von 11.000 m (36.000 ft). Nachdem das Flugzeug die Iberische Halbinsel passiert hatte, konnte kein weiterer Kontakt mehr zum Piloten hergestellt werden.
Kurz nach dem Eintritt in den französischen Luftraum, gegen 14:25 UTC, wurde die Cessna von einer Dassault Rafale abgefangen, die vom Militärflugplatz Mont-de-Marsan aus gestartet war. Eine zweite Rafale vom Militärflugplatz Saint-Dizier-Robinson übernahm die Begleitung. Durch die französischen Piloten konnte kein Funkkontakt aufgebaut werden. Die Maschine war von außen unbeschädigt, der Pilot saß handlungsunfähig auf dem linken Sitz. Weiterhin war dessen Sauerstoffmaske ungenutzt. Die Cessna wurde von der französischen Luftwaffe kontinuierlich begleitet, bis sie gegen 15:57 Uhr UTC die deutsche Grenze überquerte, wo die deutsche Luftwaffe die Begleitung übernahm.
Deutsche Eurofighter Typhoon wurden um 15:28 UTC von den Flughäfen Rostock-Laage, Neuburg und Ämari aus gestartet, um mit der Flugzeugbesatzung Kontakt aufzunehmen, was jedoch erfolglos blieb. Kurz hinter Rügen lösten sich die deutschen Kampfpiloten um 16:50 Uhr UTC. Das Flugzeug drang in den schwedischen Luftraum ein, wo es südlich von Gotland in Richtung des Rigaischen Meerbusens flog und später in den lettischen Luftraum eindrang. Verschiedene NATO-Alarmrotten, darunter eine dänische F-16, übernahmen die Eskorte des Geisterfluges.
Der Treibstoff war schließlich aufgebraucht, als sich das Flugzeug über der Ostsee, etwa 37 Kilometer vor Ventspils, Lettland, befand. Um 17:30 UTC ging das Flugzeug in einen unkontrollierten Sinkflug über. Nachdem es um 17:45 Uhr UTC in eine spiralförmige Flugbahn überging, stürzte das Flugzeug kurz darauf ins Meer. Der Absturz wurde durch die NATO-Piloten beobachtet; diese gaben die Absturzstelle per Funk weiter und warteten bis zum Eintreffen von Rettungskräften.

## Flugzeug
Die Cessna 551 ist ein zweistrahliges Geschäftsreiseflugzeug des US-amerikanischen Herstellers Cessna Aircraft Company. Es wird durch zwei Pratt-&-Whitney-Canada-JT15D-4-Motoren angetrieben. Das genutzte Flugzeug mit dem Luftfahrzeugkennzeichen OE-FGR wurde erstmals im Jahr 1979 in Betrieb genommen. Ab dem Jahr 2020 wurde es durch die GG Rent GmbH aus Bergisch Gladbach betrieben.

## Insassen
An Bord der Maschine befanden sich vier Personen aus Deutschland. Der Unternehmer Karl-Peter Griesemann (72), seine Ehefrau Juliane G. (68), ihre Tochter Lisa G. (26) und deren Lebensgefährte Paul V. (27). Berichten zufolge handelte es sich bei Karl-Peter Griesemann um den Piloten des Flugzeuges. Der 72-Jährige galt als erfahrener und leidenschaftlicher Pilot. Er war zudem Geschäftsführer der Betreibergesellschaft des Flugzeuges.

## Such- und Rettungseinsatz
Nach Angaben des lettischen See- und Luftrettungszentrums (MRCC Riga) wurden Teile des Flugzeugs entdeckt. Die schwedische Stena-Line-Fähre Stena Urd wurde gebeten, an der Absturzstelle zu helfen.
Schwedische und litauische Hubschrauber flogen mehrere Stunden lang über der Absturzstelle, fanden aber keine Überlebenden oder Leichen. Johan Ahlin von der schwedischen Seenotrettungsbehörde (JRCC) sagte gegenüber dem schwedischen Sender SVT, dass die Rettungsdienste Spuren des Unglücks entdeckt hätten.
Am 5. September lief die Suche nach den Flugzeugtrümmern in einem Gebiet von etwa 6 × 6 Kilometern, in dem die Meerestiefe etwa 60 Meter beträgt. Es wurden zunächst Flugzeugwrackteile gefunden. Weiterhin konnten menschliche Überreste aufgefunden werden, die anschließend durch die Lettische Marine nach Ventspils zur Untersuchung überführt wurden.
Am 8. September wurde die weitere Untersuchung von der deutschen Bundesstelle für Flugunfalluntersuchung (BFU) übernommen.

## Ermittlungen
Dem Zwischenbericht der BFU zufolge konnten die Piloten der alarmierten Jagdflieger den Piloten handlungsunfähig im Cockpit wahrnehmen, eine Sauerstoffmaske trug dieser nicht. Das Flugzeug schien äußerlich unbeschädigt.
Die Flughöhe nach dem Kontaktabbruch lag konstant bei 11.000 m und die Geschwindigkeit bei ca. 700 km/h (380 kn). Vor dem Abflug in Jerez wurde das Flugzeug mit einer Kraftstoffmenge von ca. 1.860 l (4.100 lbs) betankt. Die rechnerisch maximale Flugdauer betrug 4:07 Stunden. Vom Start um 12:57 UTC bis zum Absturz um 17:45 UTC betrug die Gesamtflugzeit 4:48 Stunden.
In Medienberichten wurden Experten zitiert, die einen Druckabfall in der Kabine für die wahrscheinlichste Ursache halten. Durch den entstehenden Unterdruck kommt es zu einer Hypoxie, die zur Bewusstlosigkeit führt.